# 狡嚙慎也
狡嚙慎也（日語： Kōgami Shin'ya）是2012年開始播映的動畫系列《PSYCHO-PASS》的主人公。他是一名前監視官的執行官，對於槙島聖護十分執著，聖護的計謀使得慎也的原部下死亡。此一角色亦在同系列的改編漫畫、小說、兩部劇場版中登場。劇場版以慎也在動畫劇情以後的經歷為主軸。
狡嚙慎也是Production I.G的製作人員构思出來的角色。按照編劇虛淵玄的構想，他是一位跟拍檔常守朱無論在性格或是理念上都相反的角色。慎也的身體造型由日本漫畫家天野明負責設計，他在設計時便想讓慎也看起來充滿個性。慎也的日語版配音員為關智一，英語版則由羅伯特·麥克科魯姆負責配音。這一角色得到廣泛評論者的好評。由於他得到眾多粉絲支持，所以在官方投票「Noitamina先生競選」中奪得寶座，並多次在《Newtype》雜誌的投票中上榜。

## 劇情
狡嚙慎也是2012年開始播映的動畫系列《PSYCHO-PASS》的主人公。故事設於未來的日本，其成了一個由西貝兒系統掌管一切的社會。安於街上的街頭掃描器會掃描並收集國民的色相，愈清晰便愈代表精神愈健全，反之亦然。西貝兒系統也為國民計算其犯罪指數，即一個人犯罪的可能性。犯罪指數需透過在希貝兒系統中擁有高處理優先度的主宰者檢測，它只有在對準犯罪系數過高的犯人才會啟動，並以數值為依據來決定是擊昏還是射殺之。慎也是一名執行官，其職責為追捕犯罪指數高於規定值的潛在犯。執行官的犯罪指數同樣高於規定值，故需由監視官監控。監視官有權在必要時以主宰者制止執行官。在劇中，慎也一般都由常守朱負責監控。慎也原是一名監視官，並擁有一名下屬佐佐山光留。光留因被一名罪犯活生生肢解而死，事件亦成為懸案，罪犯仍未能繩之於法。這使得慎也在帶同對這一起事件的執著的情況下，降級為執行官。
在朱的協助之下，慎也終於得知是槙島聖護的計謀令光留被殺。朱及慎也在幾經波折後，終成功逮捕聖護，但他很快就成功逃亡了。而希貝兒系統亦把慎也排除出第二輪追捕任務，因它想活捉聖護。慎也於是逃亡，打算獨自去找出聖護，然後殺了他。 在導師雜賀讓二的幫助之下，慎也終在聖護發動生化恐怖襲擊之前，成功殺了他。在這之後他的原同事再也沒見到他。根據廣播劇內容，慎也告訴過朱，在殺了聖護以後，他會逃出由西貝兒系統掌管的社會，前往國外。
在2015年的電影《PSYCHO-PASS心靈判官劇場版》中，慎也生活在東南亞聯合（SEAUn）——一個剛從日本引進了西貝兒系統的大國；慎也則帶領反抗份子去抵制相關決定。朱及後來到了SEAUn，找到了慎也。他們倆經過合作之後，成功找出議會首長兼未來總統朱恩·韓的真實身份，並發現憲兵隊上校尼古拉斯·王的政變陰謀。憲兵隊為了自保而打算殺了朱和慎也，但在殺掉之前朱的第一分隊成員趕到SEAUn，成功救回他們兩個。及後，慎也跟原同事宜野座伸元聯手，合力擊敗傭兵團團長戴斯蒙·魯塔甘達。之後兩者再度分別，慎也則懷著能過安穩日子的盼望，跟部分反叛軍成員留在一起。在2019年的電影《PSYCHO-PASS心靈判官SS：Case.3「恩仇的彼方」》中，慎也按著丹金·旺楚克的請求，為其進行特訓。丹金是一名孤兒，她的父母為當地軍閥所殺害，故此她希望為此進行報復。不久後，她巧合遇上殺害自身父母的軍閥領頭，於是打算以槙也的槍殺掉他。不過途中想起慎也的有關忠告，放棄了復仇計劃。但此時領頭卻發現有人從暗處偷看他，打算過去一探究竟。她知道事敗後便立馬逃走，並因此受了重傷。慎也看見這情況，便覺得自己對丹金的重傷有一定責任，因此接替了她，成功替她報仇。慎也之後決定回日本，隨後成為外務省成員。 
在《PSYCHO-PASS 3》中，慎也回到了東京，並跟伸元一起在外務省行動課中工作。他倆警告新任監視官慎導灼及炯·米哈伊爾·伊格納多夫還有其他「狐狸」需要對付。他在最後一集中亦再度以外務省行動組成員的身份登場。在當中跟第一分隊合作，一起討論如何對付「彩虹橋」這個犯罪組織。彩虹橋為一系列社會操縱和殺人事件背後的幕後黑手。他們準確預測彩虹橋下一次的目標為殺掉東京都知事小宮香利奈。慎也於最後跟朱約好，下次一起分享慎也不在日本的期間所發生的事。他在《PSYCHO-PASS心靈判官3：First Inspector》中繼續抗衡彩虹橋，在成功瓦解這個組織後，他邀請朱到食店用膳。
另外慎也也在第一季的改編漫畫《監視官 常守朱》中登場，並在前傳《監視官 狡嚙慎也》中擔任主角，其聚焦於導致光留被殺的那宗標本事件。深見真也寫了一本聚焦於慎也本人的行動和思考的小說。慎也在改編自嘲漫畫《PSYCHO-PASS心靈判官學園》中也有登場，並於遊戲《PSYCHO-PASS心靈判官：無法抉擇的幸福》中擔任配角。在一套預定上演的舞台劇中，他將由久保田悠来飾演 。

## 角色設計

### 構思與靈感
《PSYCHO-PASS》的總導演鹽谷直義表示，在製作人員的構思中，慎也的性格跟其主要對手聖護截然相反，而朱則充當了表達觀眾對聖護和慎也的疑問和困惑的角色。他們倆的名字便可看出這樣的對照：聖護於日語中跟「正午」（ Shōgo）同音，慎也則跟「深夜」（ Shin'ya）同音。直義認為慎也是一位「很纏人」的角色（在跟聖護有關的事上），同時表示儘管他喜歡這名角色，但他較想跟健談的聖護结交。編劇虛淵玄表示，他設計朱與慎也這對角色時，他嘗試平衡他們的人物性格特點。第二季的編劇冲方丁認為，慎也是一位「很有野性」的角色；狡嚙這一姓氏即象徵其「孤獨而又堅強」的特質。部分工作人員認為朱與慎也這對角色之間的關係，跟日本警察喜劇《大搜查線》的主角恩田堇和青島俊作很像。
慎也的身體造型由日本漫畫家天野明負責設計。明表示她是從「一名身穿西裝的黑髮男子」這個方向開始設計這個角色。雖然慎也通過衣著對感情的表達在過程中被這個構想束縛，明最終還是順利在設計中體現角色的一些個性。她的設計使男主角的造型能夠和單調的警察制服與眾不同。慎也的性格原本較為粗暴，在幾經修改後，終呈現「沉著冷靜，沉默寡言」的形象。負責動畫設計的淺野恭司以動畫細節來突顯朱與狡嚙慎也之間的差距——慎也以單手舉槍的景象，跟要以雙手舉槍的朱形成對比——這突顯後者較不老練。
評論家已把此一角色跟《黑暗的心》的查爾斯·馬洛作比較。指慎也就像馬洛一樣，因執念而找到他的「獵物」。在殺了聖護之後，他決定遠去他處。在《PSYCHO-PASS心靈判官劇場版》中，製作組因受到《現代啟示錄》、《搶救雷恩大兵》等電影的影響，而製作一部有關朱於戰爭地帶搜捕慎也的故事。他們亦受到兩者的非浪漫式互動所吸引。由於慎也在第二季中沒出場戲份，故製作組決定在劇場版中讓他有一定的戲份。由於製作人員反對把此動畫製作成萌系動畫，所以他們在製作時不會描畫朱的脫衣場景，反之卻會交代男主角慎也的脫衣場景，以此對女性受眾提供殺必死。

### 配音
慎也的日語版配音員為關智一。他喜歡此一角色，並認為他擁有足夠實力去對付第二季的對立角色鹿矛圍桐斗。但第二季中慎也只在朱思考如何對付桐斗時，以腦海對話的形式登場。由於在製作第二季的後期時，製作組才得知要開始製作劇場版，故他們曾有一段時間在擔心慎也會否在沒有交代的情況下被殺；在得知要製作劇場版後，他們才為慎也没被殺鬆了一口氣 。
智一及花澤香菜（朱的日語版配音員）對於劇場版中要用到英語配音感到驚訝。鹽谷直義希望在劇場版中帶出「把一個社會的形態推廣至其他國家時，只會帶來混亂，而不是和平」的訊息，在態度上更令观眾置疑這種意識形態。智一稱，比起第一季，慎也在劇場版中的郁闷感較輕，因為他已不再受仇恨所支配。朱和慎也的重遇為智一最喜愛的一幕，因能從共享香煙這一細節中看出他們的關係多麽深厚。在《PSYCHO-PASS心靈判官SS》上映時，智一仍在飾演慎也，但卻因粉絲的期待，而感到「相當有壓力」。
慎也在英語版中由羅伯特·麥克科魯姆負責配音，他認為《PSYCHO-PASS心靈判官》一直是粉絲的所愛。他亦形容慎也的性格沉著，並表示「於正派角色而言，比慎也更為沉著是困難的一件事」。

## 各界評價

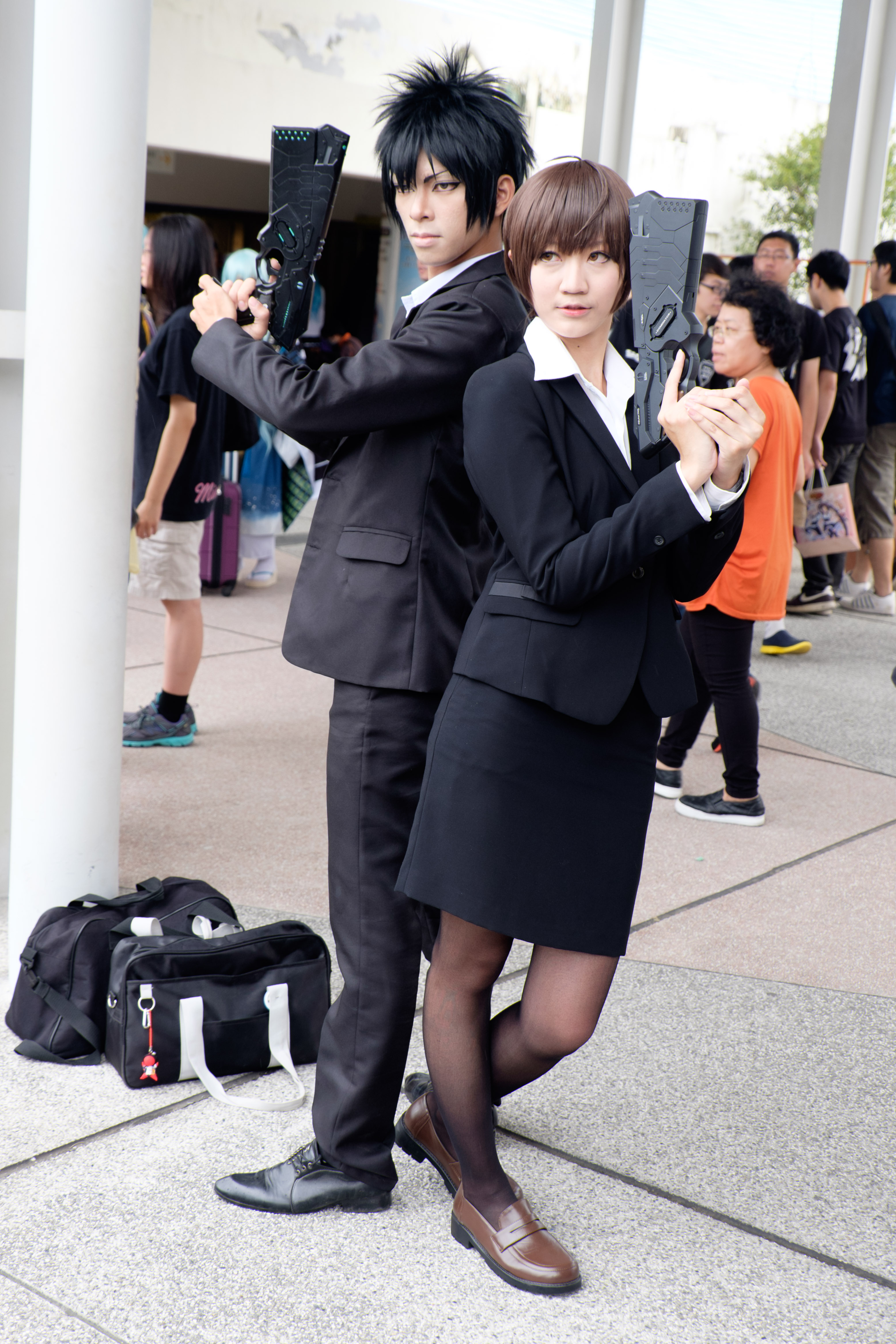
在2015年開拓動漫祭飾演狡嚙慎也（左）和常守朱的Cosplayer

這一角色得到廣泛評論者的好評，並贏得不少粉絲的芳心。慎也在官方投票「Noitamina先生競選」中奪得寶座。在2013年度的《Newtype》動畫大獎中，慎也被票選為第六佳的男性角色。同一雜誌亦就過「2010年代最受歡迎的男性角色」舉辦了一次投票，慎也成功名列第24位。慎也還在其他投票活動中榜上有名；部分粉絲喜歡他與朱之間的互動，並希望他們倆成為戀人。他在《PSYCHO-PASS心靈判官SS：Case.3「恩仇的彼方」》中的活躍使其在2019年的《Newtype》投票中名列榜首。2019年「動畫！動畫！」網站就「最想成為自身上司的動畫角色」舉辦了一場投票，槙也與《One Piece》的愛德華·紐歌特並列第8位。《PSYCHO-PASS》的部分周邊產品以他的形像作設計，這包括襯衫和項圈。
在這個角色首度公佈時，《CCSX Makes ACG NEWS 支店》便認為其跟《超時空戰警》的檢察判官爵德很相似。《Japanator》的Yamamura Hiroko寫道，儘管可看出慎也為該一系列的主人公，但對於他在首集中「產生誤解」這件事，他感到很有趣。Kotaku的理查德·愛因斯比斯認為慎也此一角色「一成不變」，因為其不像朱般會有大幅度的成長。DVD Talk的凱爾·米爾斯喜歡他所帶給人的「神秘感」，並表示這可從第二集中與朱的互動，及之後多集中所透露的「過去」得到。動畫新聞網的麗貝卡·西爾弗曼認為慎也與朱的深層次互動很吸引，並讚揚他的個性。動畫新聞網的雅各布·查普曼對兩人的關係表示好評；他們「為互相理解而奮鬥，同時絕不在自己的想法上妥協。這吸引了我的目光」。
凱爾·米爾斯指慎也為系列中一位明顯的「反派」，因他為了殺聖護、為了替光留報仇而遠走他處。《Neo》的大衛·韋斯特表示，慎也就是典型的「少年動作英雄」；當慎也看到朱的成長時，韋斯特都會情不自禁地笑了起來。他亦認為此角色引起了觀眾的關注。他與聖護的格鬥場面得到各界好評。動畫新聞網的Bamboo Dong讚揚當中所用到的武器，但也稱「安樂椅精神科醫師彼此間的互相評估似乎有點生硬」。Fandom Post的托馬斯·卓斯認為第一場打鬥有點「虎頭蛇尾」，但對最後一場打鬥的設定和動作表示讚賞。他讚揚慎也在最後一集中的表現，但對「慎也跟其對手很相似」這一設定加以批評。
查普曼在評價2015年的劇場版時，對朱和慎也兩人的互動表示好評，但卻批評他「跟死去的聖護以幻覺形式交流」的一幕，不過他仍喜歡交流當中引用了作家弗朗茨·法农的語錄。IGN的米蘭達·桑切斯原本期待在2015年的劇場版中能看到朱跟慎也之間會出現更多的交流，因第二季很少有這兩人同時出現的場景。但在觀賞過後，她稱慎也的出場主要是為了取悅粉絲，並指責製作組在處理兩人的互動上缺乏深度。《御宅族 USA》的亞歷山大·希讚揚了兩者一見面時以動作為主的互動，因為它與開始時側重對話的劇情有着明顯的對比。英國動畫新聞網的羅伯特·弗雷澤讚揚漫畫前傳《監視官 狡嚙慎也》中的慎也，因他認為慎也與其他角色的互動處理得很好。 Anime UK News及Rice Digital稱羅伯特·麥克科魯姆及凱特·奧克斯利為這部動畫的最佳英語配音員。
動畫新聞網的一名評論家欣賞2019年劇場版中對慎也的刻畫，當中慎也因以前殺了聖護一事而不得安寧：評論指慎也「引導著作品的走向，並可能是該系列最受歡迎的男性角色」，這可能誘使編劇為他加戲份。在《日本流行文化中的法律與正義：從打擊犯罪機械人到決斗小精靈》一著中，作者指慎也為朱對希貝兒系統的看法感到驚訝：儘管她滿意現狀，她卻對系統本身的評價負面。